# Fernando Meira
Fernando José da Silva Freitas Meira, mais conhecido como Fernando Meira (Guimarães, 5 de Junho de 1978) é um ex futebolista português. Atualmente, é agente FIFA de jogadores, desde 2012, sendo proprietário e CEO da MNM Sports Management, agência que criou em parceria com os seus antigos colegas, Nuno Assis e Pedro Mendes. É, também, comentador da Liga dos Campeões na DAZN/Eleven Sports em Portugal.
Como jogador iniciou o seu percurso no Vitória Sport Clube, onde curiosamente fez a formação a extremo direito e apenas como sénior foi adaptado a defesa central, posição onde atuou durante a sua carreira. Em 1998/99 sai do Vitória de Guimarães por empréstimo para o FC Felgueiras. No ano seguinte, retorna a casa e faz uma grande época, o que se transformou numa transferência para o Sport Lisboa e Benfica, em 2000/2001. No clube português chegou a capitão no final da primeira época.
Depois de um ano e meio no Benfica, recebe uma proposta do VFB Estugarda e a transferência acontece por 7,5 Milhões de euros, o valor mais alto da história do clube alemão até então. Começa a sua aventura no estrangeiro em 2001/2002. Passou 7 épocas no Estugarda, tendo chegado a capitão de equipa. O ponto mais alto desta passagem foi a conquista da Bundesliga, em 2006/2007, que festejou como capitão de equipa, com o cachecol do seu clube de coração, o Vitória Sport Clube, e a bandeira portuguesa. Além do título nacional, venceu 2 Taças Intertoto.
A 22 de Julho foi anunciado como reforço do gigante turco Galatasaray, onde permaneceu até Março de 2009. Pelo clube conquistou uma supertaça da Turquia.
No ano seguinte, transferiu-se para o Zenit de São Petersburgo, do Campeonato Russo de Futebol, num contrato válido por três épocas. Pelo Zenit venceu o campeonato nacional 3 vezes, 2 vezes a Taça da Rússia e 1 vez a Supertaça.
No Verão de 2011 assina pelo clube Espanhol Real S.A.D Saragoza, cumprindo o sonho de criança de jogar na La Liga
No final da temporada, em 2012, decidu voltar ao seu país de nascença e retirar-se do futebol profissional.
Pela seleção portuguesa de futebol jogou 54 jogos oficiais, divididos entre qualificações e Mundial 2006, Euro 2008 e Jogos Olímpicos de 2004. Marcou 2 golos.
Ao longo da sua carreira fez 230 jogos pelo Estugarda, 59 pelo Vitória de Guimarães, 57 pelo Zenit, 55 pelo Benfica, 38 pelo Galatasaray, 33 pelo Felgueiras e 12 pelo Real Zaragoza.

## Após a carreira
Fernando Meira terminou oficialmente a carreira de jogador profissional de futebol em 2011/2012. Depois do término, licenciou-se no agenciamento de jogadores de futebol em 2012, tendo criado a sua própria agência, MNM Sports Management.
Atualmente dedica-se profissionalmente à atividade, sendo o agente de vários jogadores conhecidos do futebol português, como Paulinho ou Cláudio Ramos.
Além disso, é uma cara conhecida da televisão portuguesa como comentador da UEFA Champions League no canal Dazn Eleven Sports e é embaixador da Liga Portugal.
Por isso, continua intimamente ligado ao desporto.
O padel é a sua nova modalidade de eleição: é praticante e embaixador das marcas Siux e da Padelnuestro.
Fala 6 línguas: português, espanhol, francês, italiano, alemão e inglês.
Vive em Portugal com a sua mulher Daniela Meira, e os seus filhos, Edgar e Mafalda.

## Títulos
- 1 - Campeonato de Alemanha
- 1 - Supertaça da Turquia
- 1 - Supertaça Europeia
- 3 - Campeonato Russo de Futebol
- 1 - Supertaça da Rússia
- 2 - Taça da Rússia